# Polyptychoides digitatus
Polyptychoides digitatus là một loài bướm đêm thuộc họ Sphingidae. Nó được tìm thấy ở heavy forest up to 8,000 foot from Liberia và Angola to Uganda và miền tây Kenya.
Chiều dài cánh trước là 39–41 mm đối với con đực. đối với con cái are larger và have broader wings.